# بليمي (الريف الشرقي)
بليمي (بالفارسية: پلیم) هي منطقة سكنية تقع في إيران في قسم الريف الشرقي الريفي. يقدر عدد سكانها بـ 305 نسمة بحسب إحصاء 2016.